# Itylos oligocyanea
Itylos oligocyanea är en fjärilsart som beskrevs av Emilio Ureta 1956. Itylos oligocyanea ingår i släktet Itylos och familjen juvelvingar. Inga underarter finns listade i Catalogue of Life.